# Langes Feld

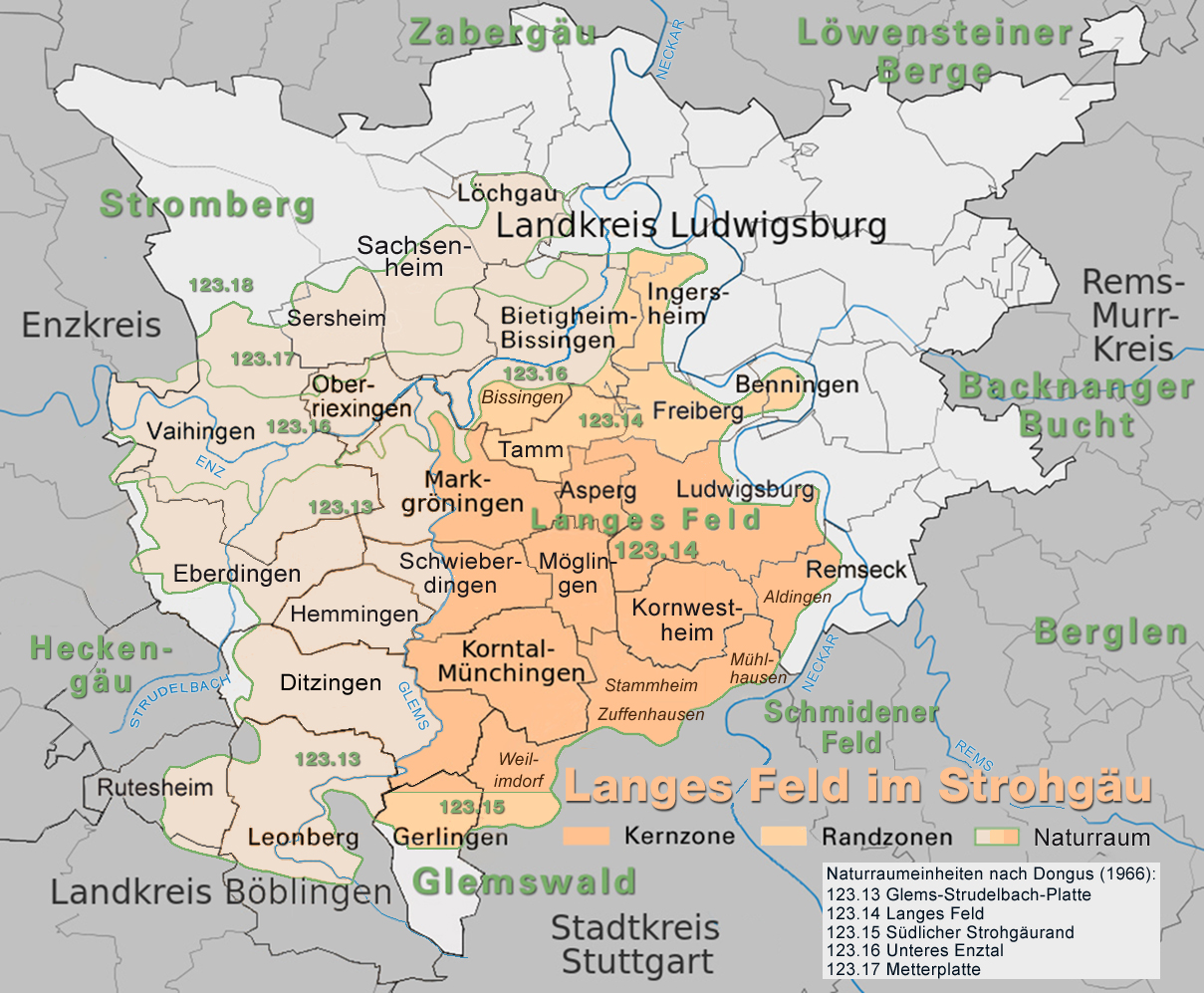
Das Lange Feld (Nr. 123.14) als Teil des Strohgäus: Die überlieferte Kernzone und die naturräumlich hinzugehörenden Randzonen im Norden und Süden sind farblich differenziert

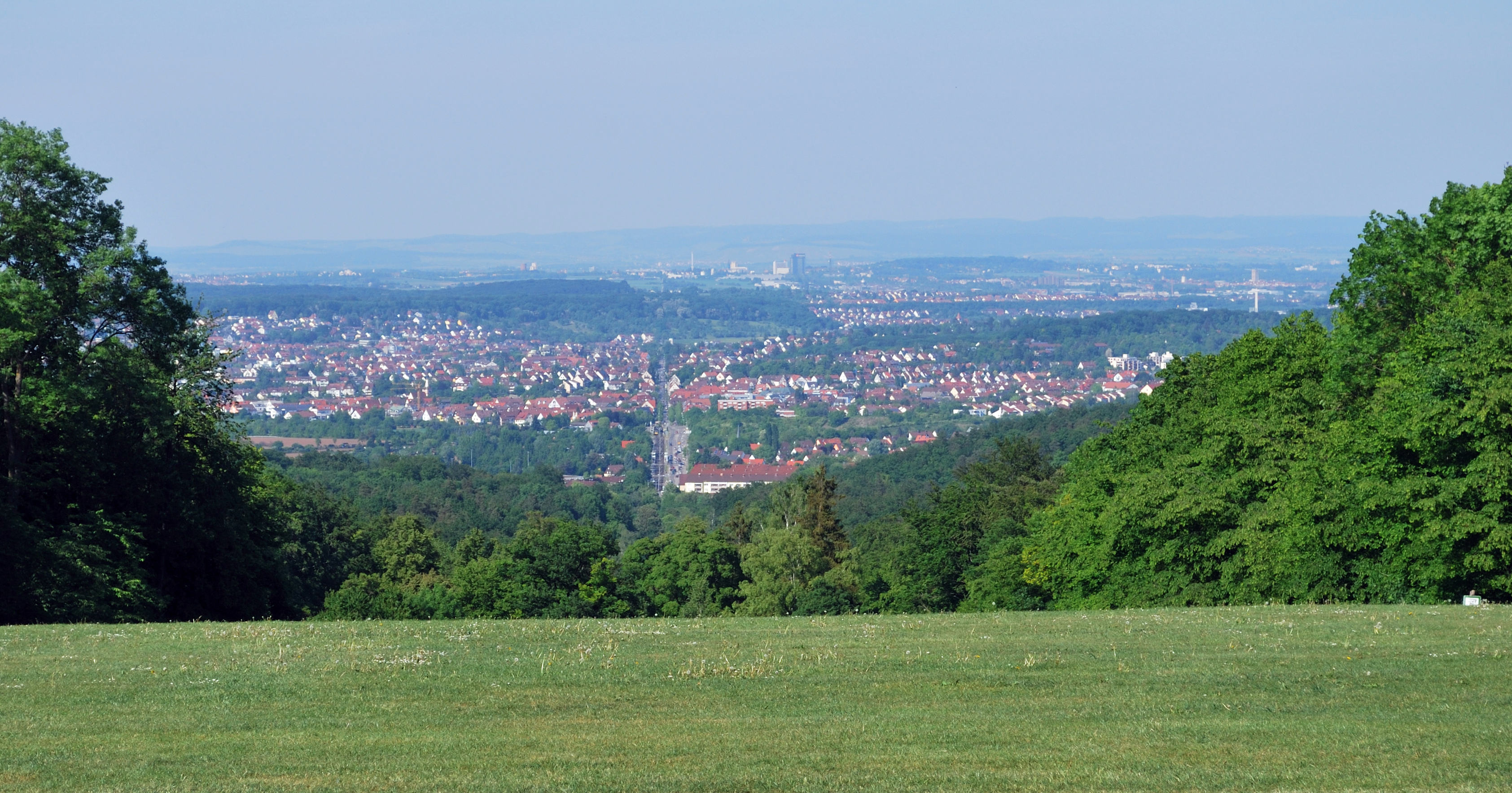
Blick von Schloss Solitude über die Solitude-Allee und das Lange Feld in Richtung Ludwigsburg

Das Lange Feld ist eine fruchtbare Lössebene des Strohgäus nördlich von Stuttgart. Dieses Altsiedelland erstreckt sich vom Neckartal im Osten bis zum Glemstal im Westen und von den Stuttgarter Keuperhöhen im Süden bis etwa zum Asperg im Norden. 

## Geographie
Der in der Überlieferung im Nordosten und Südwesten nicht exakt abgegrenzte Landstrich wird im Uhrzeigersinn von Asperg, Eglosheim, Oßweil, Aldingen, Stuttgart-Mühlhausen, Zuffenhausen, Korntal-Münchingen, Schwieberdingen und Markgröningen eingerahmt. Bei der naturräumlichen Landesaufnahme des Bereichs 123.14 Langes Feld wurden außerdem die Lössflächen von Stuttgart-Weilimdorf, Gerlingen und Ditzingen im Südwesten sowie die nordöstlich des Aspergs gelegenen Flächen von Tamm, Bietigheim-Bissingen (bis an den Rand des Enztals) und die über dem Neckartal gelegenen Markungsteile von Ingersheim, Freiberg und Benningen mit einbezogen.
Obwohl sie nicht durch Täler zerschnitten ist, zählt die homogene Ebene des Langen Felds zu einer Gäulandschaft: zum Strohgäu, auch Unteres Gäu genannt, welches Teil des Neckarbeckens (Haupteinheit 123) ist, das wiederum zum Naturraum Neckar- und Tauber-Gäuplatten (Gruppe 12) zählt. Der gäutypische Muschelkalk wird hier von unteren Lettenkeuper-Schichten und darauf abgelagertem Löss bedeckt, der zur Herausbildung von sehr fruchtbaren Parabraunerden führte. 

### Landwirtschaftlicher Gunstraum
Das Lange Feld besteht zum überwiegenden Teil aus großen, zusammenhängenden Flächen, die intensiv landwirtschaftlich genutzt werden. Die hochwertigen Böden werden schon seit der Jungsteinzeit genutzt, ohne bisher an Leistungsfähigkeit verloren zu haben. Wegen des fruchtbaren Bodens und des milden Klimas wurde dieses Altsiedelland im Mittelalter als „Paradies“ bezeichnet.
Dennoch ist die Zahl der landwirtschaftlichen Betriebe in den letzten fünfzig Jahren drastisch zurückgegangen. Bedingt durch die zunehmende Flächenkonkurrenz und die Nähe eines großen Absatzmarktes im Verdichtungsraum Stuttgart haben sich auf dem Langen Feld viele Landwirte auf Sonderkulturen bzw. Gemüse- und Obstbau spezialisiert und sich zahlreiche Gärtnereien und Baumschulen niedergelassen.

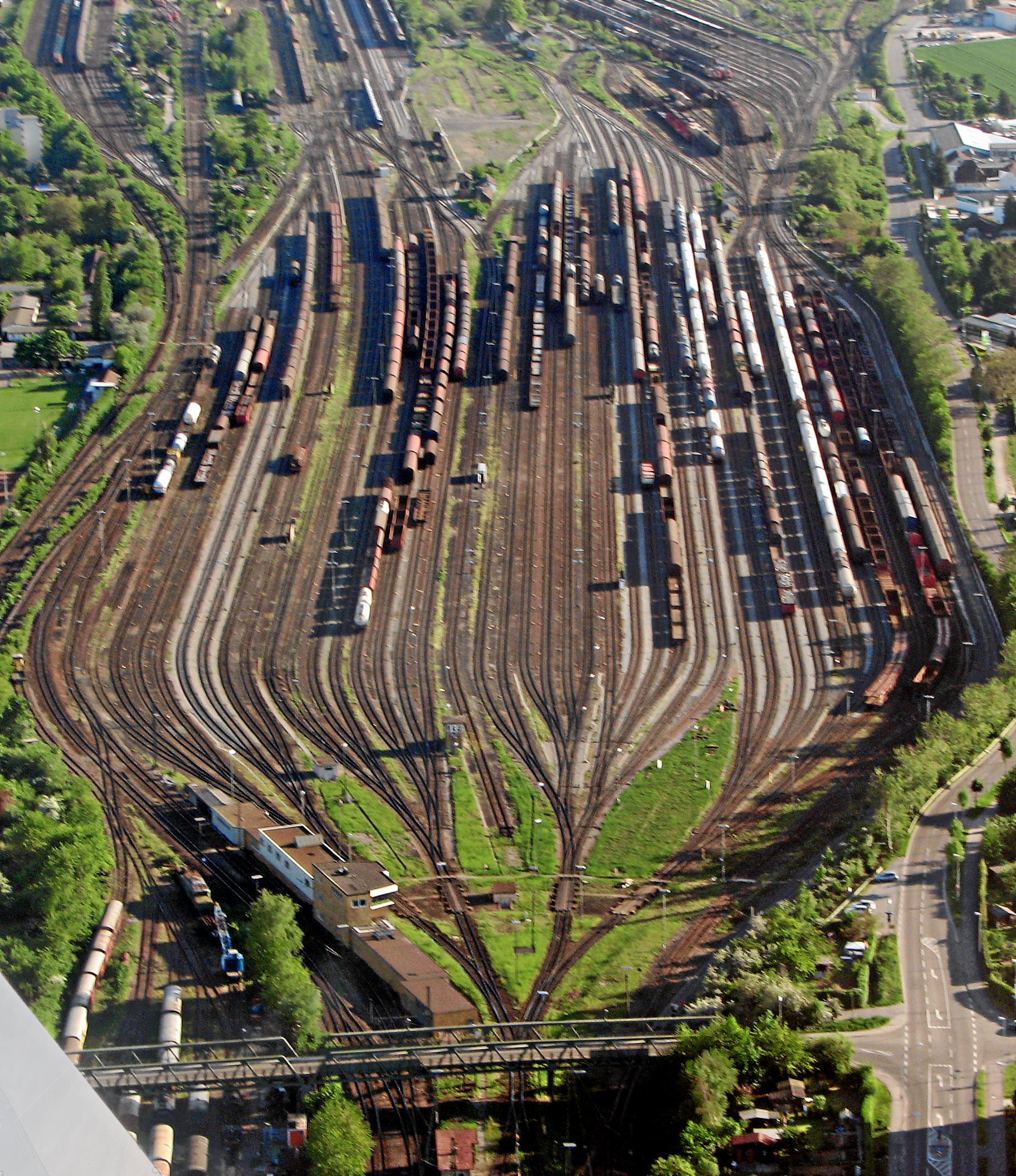
Rangierbahnhof Kornwestheim

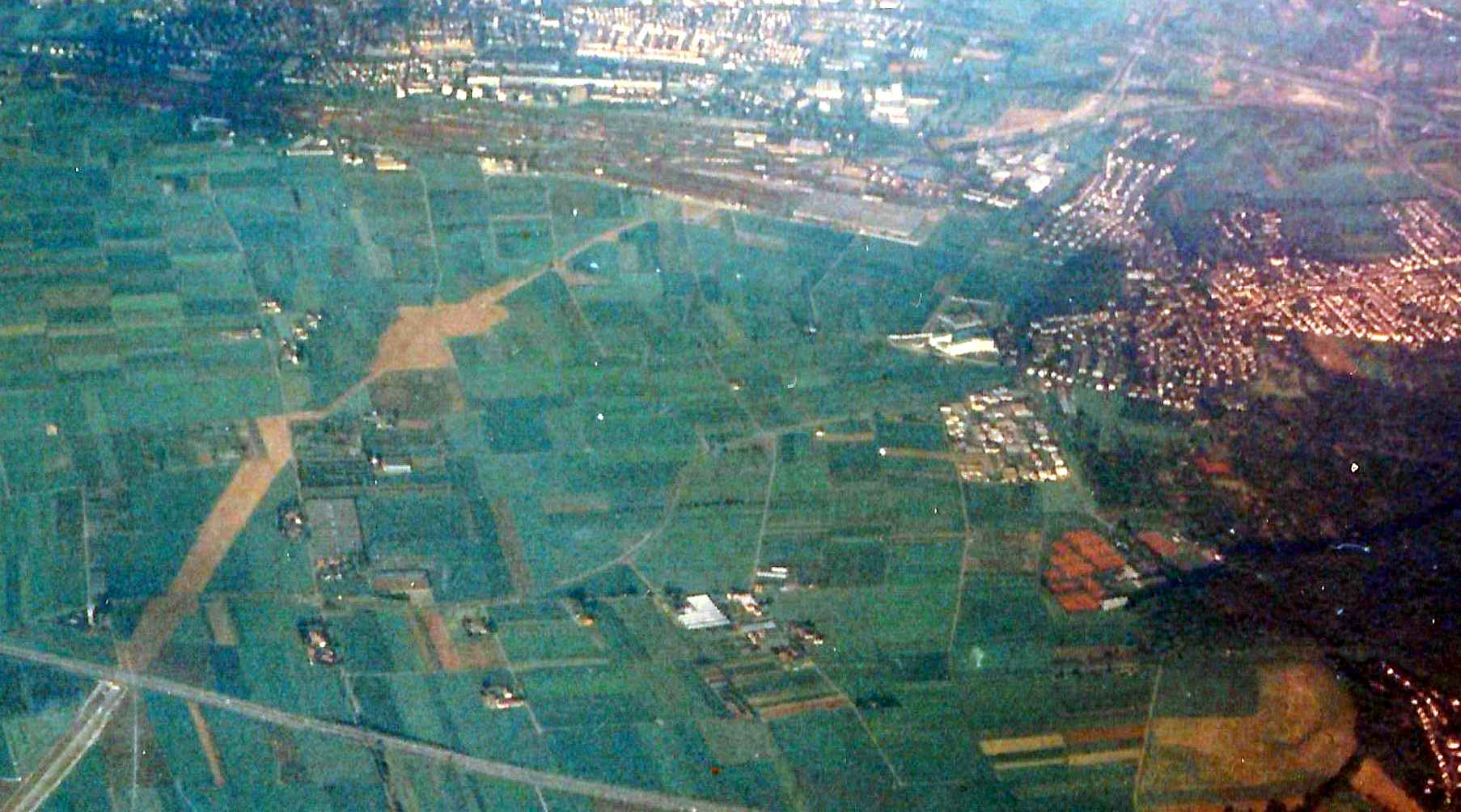
Spuren des Tunnelbaus für die Schnellbahnstrecke (1990)

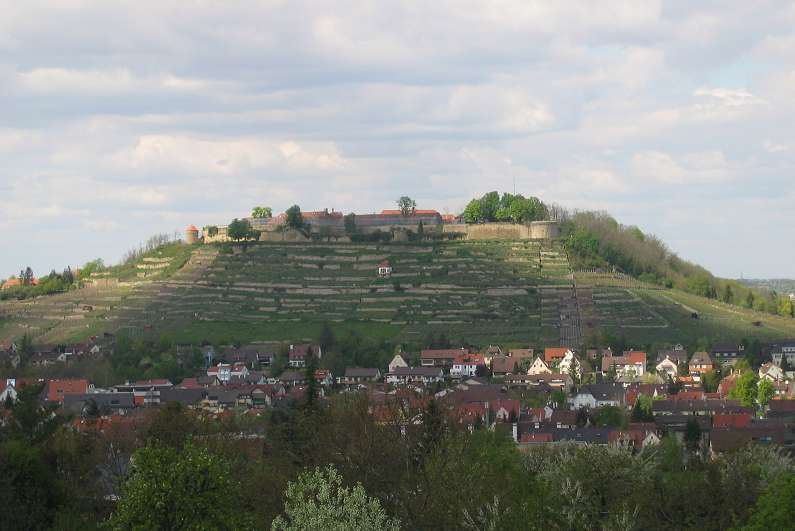
Der Hohenasperg überragt das Lange Feld als Zeugenberg

### Verkehr
Über das Lange Feld führen mehrere Bahnlinien und ein dichtes Netz von Land- und Fernstraßen: Die Autobahn 81 und die Bundesstraße 27 durchqueren es in Nord-Süd-Richtung, ebenso wie die Bahnstrecke Stuttgart–Ludwigsburg. An dieser Linie hat sich Kornwestheim aus einem ehemaligen Bauerndorf zu einer Industriestadt mit einem bedeutenden Güter- und Rangierbahnhof entwickelt. Von hier führen die Schusterbahn direkt nach Cannstatt und nach Westen die Schnellfahrstrecke Mannheim–Stuttgart, die erst im 4632 m langen Tunnel Langes Feld und ab der A 81 bis Markgröningen in einem Graben verläuft, um hier die Glems zu überqueren.

Auf der 1916 eröffneten Bahnstrecke Ludwigsburg–Markgröningen wurde 1975 der Personenverkehr und mittlerweile auch der Güterverkehr eingestellt. Die Ostumfahrung Markgröningen unterbricht die ansonsten noch liegenden Gleise. Die von Korntal nach Weissach führende Strohgäubahn ist noch in Betrieb.
Im Südwesten tangiert außerdem die Bundesstraße 10 das Lange Feld entsprechend dem Verlauf einer ehemaligen Römer- und einst wichtigen Reichsstraße von Flandern über Speyer nach Cannstatt und über Esslingen am Neckar, Ulm und Augsburg weiter nach München bzw. Innsbruck. Die Relikte der einst wichtigen Straßenverbindung von Stuttgart nach Grüningen, auf die Graf Eberhard im Bart wegen latenter Straßenräuberei im 15. Jahrhundert die „B 10“ verlegte, wurden im Zuge der Flurbereinigung großteils beseitigt. Die historische Solitude-Allee, die das Schloss Solitude schnurgerade mit dem Residenzschloss Ludwigsburg verband und 1820 als Basislinie der Landesvermessung diente, wurde hingegen erhalten.
Seit 1996 wird vom Land Baden-Württemberg in dem östlich von Kornwestheim gelegenen Teil des Gebietes der Nordostring Stuttgart geplant, eine zweibahnig-zweistreifige, autobahn-ähnliche Straße, die die B 27 über eine neue Neckarbrücke mit der Bundesstraße 29 verbinden soll. Der Verein ARGE Nord-Ost e. V. versucht, den Bau dieser Straße zu verhindern.

### Ökologie
Durch zunehmende Besiedlung, zahlreiche Industriebetriebe und hohes Straßenverkehrsaufkommen ist die starke Luftverschmutzung nur schwer in den Griff zu bekommen. So zählen Ludwigsburg und Markgröningen bei der Feinstaubbelastung und anderen Luftschadstoffen zu den Spitzenreitern unter den baden-württembergischen Kommunen.
Durch seine Nähe zu dichtbesiedelten Wohngebieten ist das Lange Feld von hoher Bedeutung für die landschaftsbezogene Naherholung. Die Hochflächen ermöglichen weite Blickbeziehungen, die tief eingeschnittenen Täler an den Rändern stellen einen reizvollen Kontrast dazu dar. Trotz der Flurbereinigung und der Zerschneidung durch Verkehrswege hat das Lange Feld auch für den Naturschutz einen hohen Wert, insbesondere für die auf offene Agrarlandschaften angewiesenen Tierarten, wie beispielsweise Feldlerche, Schafstelze und Rebhuhn. 
Der östliche Teil des Langen Feldes wird vom Kuffental, in dem der Mussenbach fließt, eingeschnitten. Nordöstlich von Markgröningen wechselt der Leudelsbach nach einer Verwerfung seine Talform und gräbt sich tief in den Muschelkalk ein. Hier beginnt das Naturschutzgebiet Leudelsbachtal.